# Short Bull
Nom donat pels nord-americans a Tatanka Ptecela (1845-1915). Fou cap dels Oglala Sioux. Membre actiu del moviment de la Ghostdance, el 1890 va visitar Wovoka a Pyramid Lake. El 15 de novembre Short Bull concentraria més de 3.000 dakota a Badlands, però l'assassinat de Bou Assegut precipità els fets de Wounded Knee. Aleshores fou empresonat a Fort Sheridan (Illinois), i fou alliberat el 1891 per tal d'unir-se al show de Buffalo Bill per Europa. Va tornar a la reserva de Rosebud, on va morir.